# Gisou Lamothe
Ghislaine Fortuney Lamothe, também conhecida como Gizou Lamothe (nascida em 1935), é uma pintora e escultora haitiana, mãe do ex-primeiro-ministro do Haiti, Laurent Lamothe.
Ghislaine nasceu na capital haitiana, Porto Príncipe. Estudou em Madrid, Espanha, antes de voltar ao seu país natal em 1961. Suas obras foram expostas na América do Sul, nos Estados Unidos e na Espanha.[carece de fontes?]